# Loddon (Norfolk)
Loddon è un paese di 2 578 abitanti della contea del Norfolk, in Inghilterra.

## Storia
Il nome Loddon o Lodne compare per la prima volta nelle ultime volontà del Thegn Ælfric Modercope nel 1042/1043.